# Hans Krotthammer
Hans Krotthammer (* 23. August 1918 in Pischelsdorf am Engelbach; † 13. September 1977 in Linz) war ein österreichischer Opernsänger (Tenor).

## Leben
Hans Krotthammer wuchs als Bauernsohn am Polhamergut in Pfaffing, Gemeinde Pischelsdorf, auf. Er besuchte die Hauptschule in Mattighofen. 1932 trat er der Pischelsdorfer Musikkapelle bei. Nach dem Kriegsdienst im Zweiten Weltkrieg arbeitete er bei einer Baufirma in Salzburg und nahm nebenbei Gesangsunterricht. Er zog nach Linz, arbeitete bei der ESG, wo er im betriebseigenen Männerchor mitsang und seine Stimme hervorstach. 1951 begann Krotthammer ein Gesangsstudium am Brucknerkonservatorium Linz. 1952 debütierte er am Landestheater Linz als Bote in Verdis Aida. 1953/54 erhielt er dort ein festes Engagement als Operntenor. 1956 bis 1963 war er am Opernhaus Graz engagiert, sang dort 38 Rollen und wurde zum Publikumsliebling. Ebenso sang er Operettenpartien.
1957 trat er bei den Bayreuther Festspielen als Knappe in Wagners Parsifal auf. 1963 bis 1965 war er am Opernhaus Dortmund engagiert, von 1965 bis zu seinem Tod wiederum am Linzer Landestheater.
Krotthammer wirkte an mehreren Rundfunkaufnahmen mit, etwa in Opern von Albert Lortzing und Christoph Willibald Gluck sowie der Operette Hofball in Schönbrunn von August Pepöck.
Hans Krotthammer lebte zuletzt in Linz. Er starb an den Folgen eines Krebsleidens und wurde am Friedhof Pischelsdorf begraben. An der Pfarrkirche Pischelsdorf am Engelbach befindet sich eine von Bildhauer Bernhard Gann geschaffene Gedenktafel.